# Europe des Peuples - les Verts
L'Europe des Peuples - les Verts (en espagnol Europa de los Pueblos - Verdes, EdP-V) est une coalition électorale souverainiste et écologiste créée en vue des élections européennes de juin 2009 en Espagne. Son leader est Oriol Junqueras de la Gauche républicaine de Catalogne qui est élu député européen.

## Description
Elle comprend aussi les partis suivants:
- Bloc nationaliste galicien
- Aralar
- Confédération des Verts
- Eusko Alkartasuna
- Union aragonaisiste
- Entente pour Majorque

Cette coalition est l'héritière de la coalition l'Europe des peuples, créée pour les élections européennes de 2004

## Candidats
Les 7 premiers de la liste sont :
1. Oriol Junqueras (Gauche républicaine de Catalogne)
2. Ana Miranda (Bloc nationaliste galicien)
3. Iñaki Irazabalbeitia (Aralar)
4. Pura Peris (es) (Les Verts)
5. Sabin Intxaurraga Mendibil (es) (Eusko Alkartasuna)
6. Miguel Martínez (Union aragonaisiste)
7. Ramon Ángel Quetgles (Entente pour Majorque)

## Résultats
La coalition remporte 2,49 % des voix lors de ces élections à l'échelle nationale et fait élire un représentant au Parlement européen. 
Dans les communautés concernées par cette candidature, la liste réalise les résultats suivant :
- Catalogne : 9,2 %, 4e
- Galice : 9,08 %, 3e
- Navarre : 6,93 %, 4e
- Pays basque : 5,63 %, 5e
- Baléares : 2,97 %, 4e
- Aragon : 2,84 %, 5e
- Castille-et-Léon : 0,22 %, 6e

Un « tourniquet » permet ensuite aux autres candidats de la liste d'occuper à leur tour le siège de Junqueras au bout d'un peu moins de trois ans : Ana Miranda lui succède pendant un an et demi et Iñaki Irazabalbeitia pendant un an et demi également.